# Udea maderensis
Udea maderensis is een vlinder uit de familie van de grasmotten (Crambidae), uit de onderfamilie van de Spilomelinae. De wetenschappelijke naam van deze soort is voor het eerst voorgesteld als Botys maderensis door George Thomas Bethune-Baker in een publicatie uit 1894.
De soort komt voor op Madeira.